# 厚木朝高
厚木 朝高（あつぎ ともたか）は、戦国時代の武士。下野宇都宮氏の家臣芳賀氏の重臣。芳賀氏庶流の芳賀高義の三男。

## 略歴
主君・芳賀高経が宇都宮興綱に叛乱を起こそうとした際に諌めるが説得に失敗。天文5年（1536年）、高経・芳賀高孝・壬生綱房らは宇都宮成綱の二男・尚綱を宇都宮氏の当主に据え、興綱を自害に追い込んだ。朝高は居城の下野国厚木城から相模国厚木に出奔し、後北条氏に仕えた。
その後、結城晴朝に従い、結城氏家臣として厚木城に復帰した。